# Cesta životem
Cesta životem je učebnice vývojové psychologie předního českého psychologa Pavla Říčana. Zabývá se vývojem lidské psychiky od prenatálního období až do smrti. Každé životní období je podrobně rozebráno co se týče významných psychosociálních změn, které v tomto období jedinec prodělává nebo má prodělávat, nechybí ani shrnutí změn tělesných. Autor se snaží o co možná nejúplnější pohled na vývoj lidského jedince,[zdroj?] tak jak jej popisuje biodromální psychologie (psychologie životní cesty). Opírá se rovněž o Eriksonovu teorii životních stádií a úkolů, jakož i o poznatky psychoanalytiků, sociálních psychologů a dalších odborníků.
Kniha poprvé vyšla roku 1990 a je věnována památce autorova otce, historika křesťanství Rudolfa Říčana.